# Ключът (филм, 1959)
Вижте пояснителната страница за други значения на Ключът.
„Ключът“ (на японски: 鍵) е японски драматичен филм от 1959 година с участието на Мачико Кьо и Тацуя Накадаи, адаптация на едноименен роман.

## Сюжет
Един мъж подозира съпругата си, че е имала връзка с годеника на дъщеря им и поставя двете жени в опасни ситуации, за да задоволи воайорското си любопитство.

## В ролите
- Мачико Кьо като Икуко Кенмочи
- Ганджиро Накамура като Кенджи Кенмочи
- Юнко Кано като Тошико Кенмочи
- Тацуя Накадаи като Кимура
- Юн Хамамура като доктор Сома
- Тание Китабаяши като Хана
- Маюми Курата като Коике
- Кю Сазанка като амбулантния търговец
- Ичиро Сугаи като масажиста
- Мантаро Ушио като доктор Кодама

## Награди и номинации
- Награда Златен глобус за най-добър чуждестранен филм от 1960 година.
- Награда Синя лента за най-добър режисьор на Кон Ичикава от 1960 година.
- Награда на журито за най-добър филм от Международния кинофестивал в Кан, Франция през 1960 година.
- Награда Кинема Джъмпо за най-добър сценарий на Нато Вада от 1960 година.
- Номинация за Златна палма за най-добър филм от Международния кинофестивал в Кан, Франция през 1960 година.[1]